# Ula unidens
Ula unidens är en tvåvingeart som beskrevs av Alexander 1968. Ula unidens ingår i släktet Ula och familjen hårögonharkrankar. Inga underarter finns listade i Catalogue of Life.